# Lacock

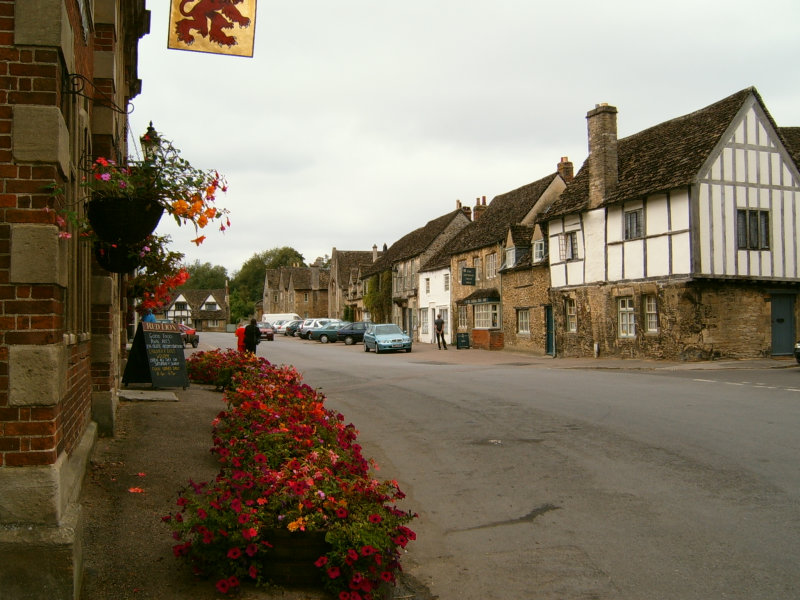
Lacock: High Street

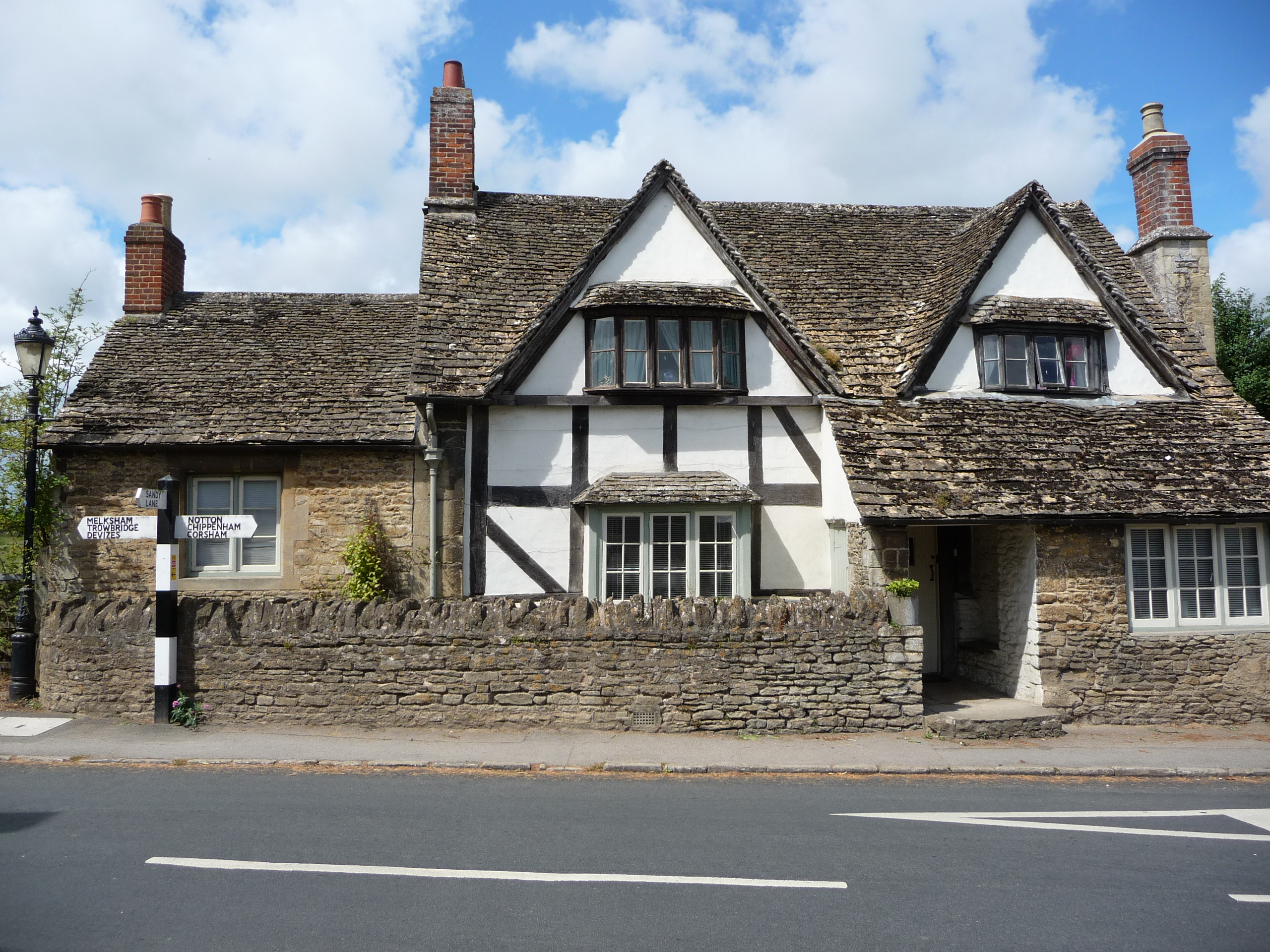
Edificio a graticcio a Lacock

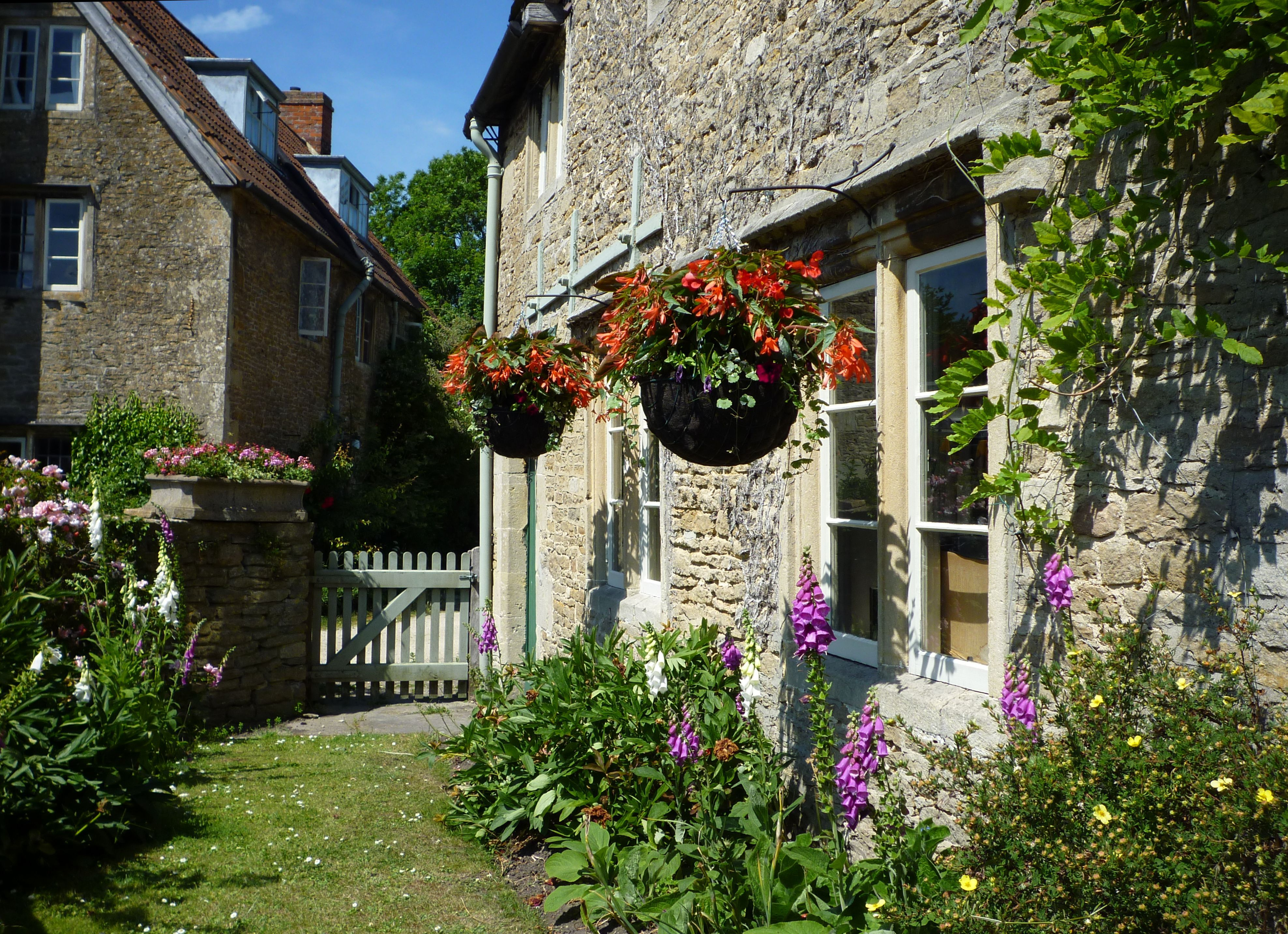
Un angolo pittoresco del villaggio

Lacock (1000 ab. ca.) è un villaggio con status di parrocchia civile  della contea inglese del Wiltshire (Inghilterra sud-occidentale), appartenente al distretto del North Wiltshire e situato nell'area delle Cotswolds e lungo il corso del fiume Avon.
La località è posta sotto la tutela del National Trust for Places of Historic Interest or Natural Beauty National Trust dal 1944.

## Geografia fisica

### Collocazione
Lacock si trova tra Chippenham e Melksham (a sud della prima e a nord della seconda), a circa 5 km a sud-est di Corsham e a circa 50 km sud-est di Bristol.

## Architettura
L'architettura di Lacock si caratterizza per i suoi edifici in pietra grigia risalenti al XVIII secolo.

### Edifici d'interesse

#### Abbazia di Lacock
L'edificio più famoso di Lacock è l'abbazia, fondata come convento da Ela FitzPatrick, terza contessa di Salisbury, nel 1232 e riconvertita in una residenza da Sir William Sharington (1495-1553) nel 1539.
Nell'abbazia/residenza si trova anche il Fox Talbot Museum of Photography, dedicato ai primi esperimenti nel campo della fotografia effettuati in loco nel 1835 dal pioniere William Henry Fox Talbot (1800-1877). È tuttora visibile la finestra attraverso la quale Talbot scattò la prima foto della storia.
|  |

#### Chiesa di San Cyriac
Un altro edificio d'interesse è la Chiesa di San Cyriac, risalente al XV secolo.

All'interno della chiesa si trova, tra l'altro, la tomba di Sir William Sharington.
|  |  |

## Lacock nel cinema e nelle fiction
- Lacock e in particolare l'Abbazia di Lacock fu una delle location del film del 1958 La spada di d'Artagnan[11]
- A Lacock e in particolare nell'Abbazia di Lacock furono girate alcune scene del film con Cary Grant e Deborah Kerr L'erba del vicino è sempre più verde (1960)[11]
- Lacock e in particolare l'Abbazia di Lacock fu una delle location del film The Secret of My Success del 1965[11]
- Lacock e in particolare l'Abbazia di Lacock è stata utilizzata come location per girare alcune scene della miniserie televisiva del 1984 Robin Hood[11]
- A Lacock e in particolare nell'Abbazia di Lacock, sono state girate alcune scene della miniserie televisiva del 1995 Pride and Prejudice, con Colin Firth, Jennifer Ehle e Susannah Harker[11]
- Lacock e in particolar modo l'Abbazia di Lacock è stata una delle location di alcuni film della saga di Harry Potter, quali Harry Potter e la pietra filosofale (2001), Harry Potter e la camera dei segreti (2002) e Harry Potter e il principe mezzosangue (2009)[11]
- Lacock e in modo particolare l'Abbazia di Lacock è stata una delle location del film con Natalie Portman L'altra donna del re (2008)[11]